# Trine!

Trine! est un film norvégien en noir et blanc réalisé par Toralf Sandø et sorti en 1952.

## Synopsis
Per Gjerpen travaille comme vendeur et comptable. Un jour, il rencontre Trine lors d'une tournée commerciale, et lui achète deux billets de loterie. C'est le début d'une relation qui se transforme progressivement en une histoire d'amour. Le couple découvre qu'ils ont gagné une maison à la loterie, mais il s'avère plus tard que c'était une erreur à cause des numéros qui ont été mal lus. Cependant, ils peuvent utiliser une maison appartenant à la tante Andrea. Trine va rendre visite à Andrea, qui est malade, et Per se sent seul dans la maison.

## Fiche technique
- Réalisation : Toralf Sandø[2]
- Scénario : d'après le roman Trine! de Hans Geelmuyden[3],[4]
- Producteur : 	Ernst Ottersen
- Photographie : Per Gunnar Jonson
- Musique : Hans Geelmuyden, Fred Thunes
- Distributeur : Merkur Film
- Durée : 98 minutes
- Date de sortie : 26 décembre 1952

## Distribution
- Eva Røine (en) : Trine
- Frank Robert : Per Gjerpen
- Jørn Ording (en) : Jens Gulbrandsen
- Christina Lundquist : Effi May Palmer
- Margit Brataas : Gurine
- Erna Schøyen : Mrs. Hatlezet, la mère de Trine
- Sigrun Otto : Mrs. Jahnfeldt, la mère de Jens
- Liv Uchermann Selmer : tante Andrea
- Brita Bigum : Miss Svingvoll
- Mona Hofland : Miss Jørgensen
- Sigurd Magnussøn : Pandahl
- Ulf Selmer : Onncle Joachim
- Alf Malland : un policier
- Aasta Voss
- Edel Stenberg
- Torhild Lindal
- Jan Voigt
- Øivind Johnssen
- Rolf Just Nilsen
- Oscar Amundsen
- Karin Hox
- Harald Aimarsen